# Voyta Adolf
Voyta Adolf, születési nevén Voyta Adolf Károly (Pápa, 1834. október 25. – Budapest, 1923. február 14.) magyar építész, a 19. század végének jelentős színháztervezője, Vojta Donát rokona.

## Élete
Vojta József és Vels Amália fiaként született. Bécsben folytatott tanulmányokat, majd Angliába ment, és 1858-tól 1860-ig Thomas Brassey vasútépítőnél dolgozott. 1860-ban tért haza. Évtizedeken át elsősorban színházépítészként ismerték. Kastélyokat, lakó- és iskolaépületeket is tervezett, ezeknél az angol gótika elemeit igyekezett felhasználni.
Idős korában is aktív maradt, és közel 80 évesen részt vett Bárczy István kislakás- és iskolaépítési programjában egy, az óbudai Miklós térre tervezett háromemeletes bérházzal.
1923-ban hunyt el 89. életévében.

## Írói munkássága
Irodalmi tevékenységet is folytatott, pl. nagyobb tanulmányt írt Szeged fölépítése címmel, amely a Szegedi Naplóban jelent meg. Emlékiratai csak közel 90 évvel a halála után, 2012-ben jelentek meg Voyta Adolf visszaemlékezései címmel.

## Ismert épületei
- 1880: Színház, Dés[5]
- 1881: Városi Színház, Pápa[10][5] (1931-ben lebontották)[11]
- 1882: Színház, Sátoraljaújhely[11][12]
- 1882: Színház, Zombor[13][5]
- 1882–1883: Színház, Nyitra[14][15][5]
- 1883–1884: evangélikus templom, Pápa (Hencz Antallal közösen)[16]
- 1889: Munkácsi Nemzeti Színház (ma: Kárpátaljai Regionális Állami Orosz Drámai Színház),[17] Munkács[18][5]
- 1889–1892: Színház (ma: Szatmárnémeti Északi Színház), Szatmárnémeti[19][20][21][5]
- 1880-as évek vége: Luczenbacher-kastély, Pettend (elpusztult)[22]
- 1911: székesfővárosi kislakásos bérház, Budapest, Miklós tér 2.[6] (Bárczy István kislakás- és iskolaépítési programja keretében)
- ?: Zichy-Ferraris-Watzdorff-kastély, Somlószöllős[23][24]
- ?: evangélikus iskola, Pápa[25][26]
- ?: evangélikus paplak, Pápa[26]
- ?: kékfestő üzem, Pápa[26]
- ?: belvárosi katolikus iskola, Pápa[26]

### Tervben maradt épületek
- 1911: közkórház, Szombathely[27]

Az ő nevéhez fűződik az 1790-ben R. Zillach tervei alapján késő barokk stílusban épült Devecseri kastély átépítése is 1888–1890-ben, más források szerint 1887–1889-ben.

## Képtár

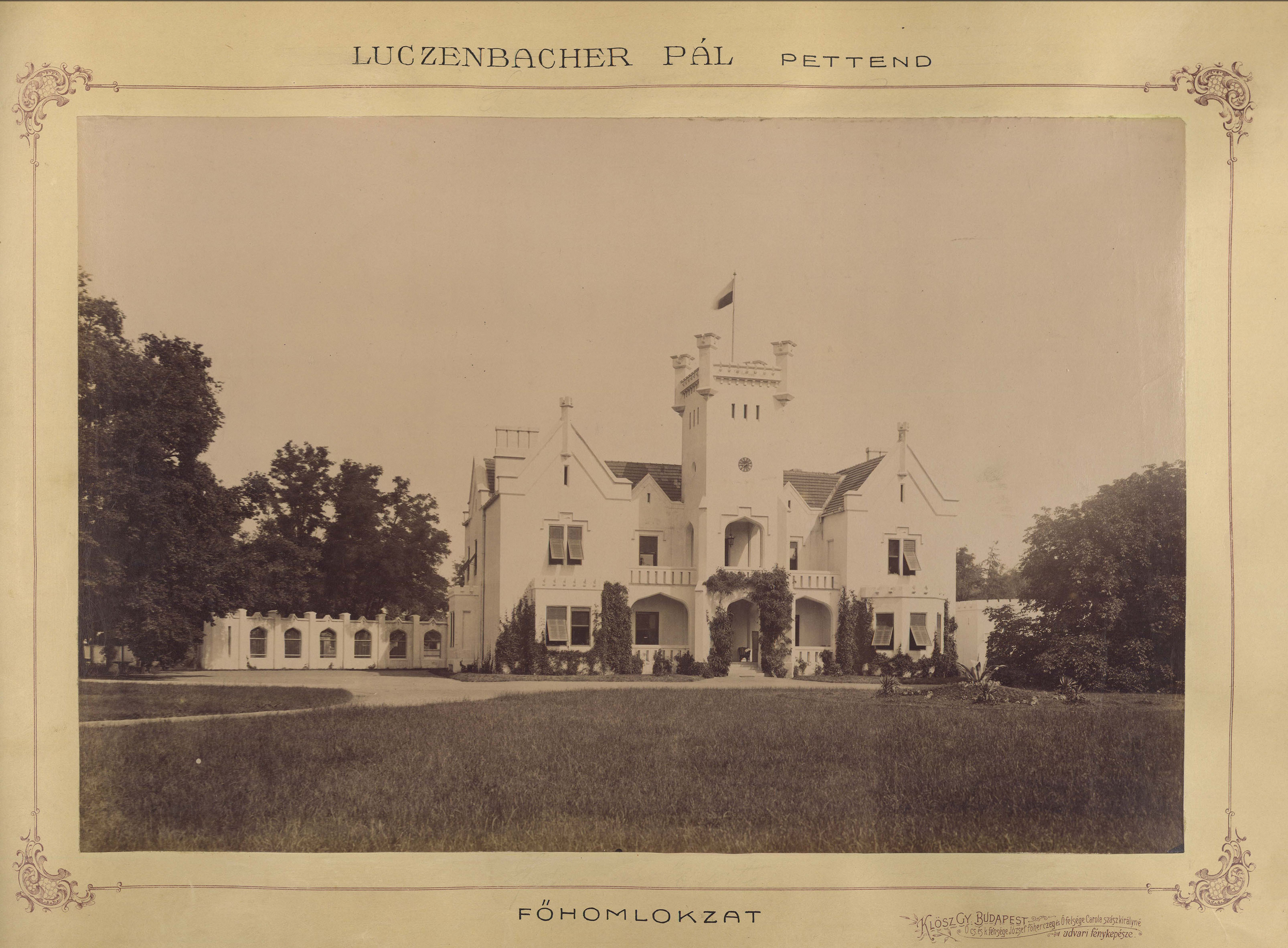
Luczenbacher-kastély, Pettend (archív kép)
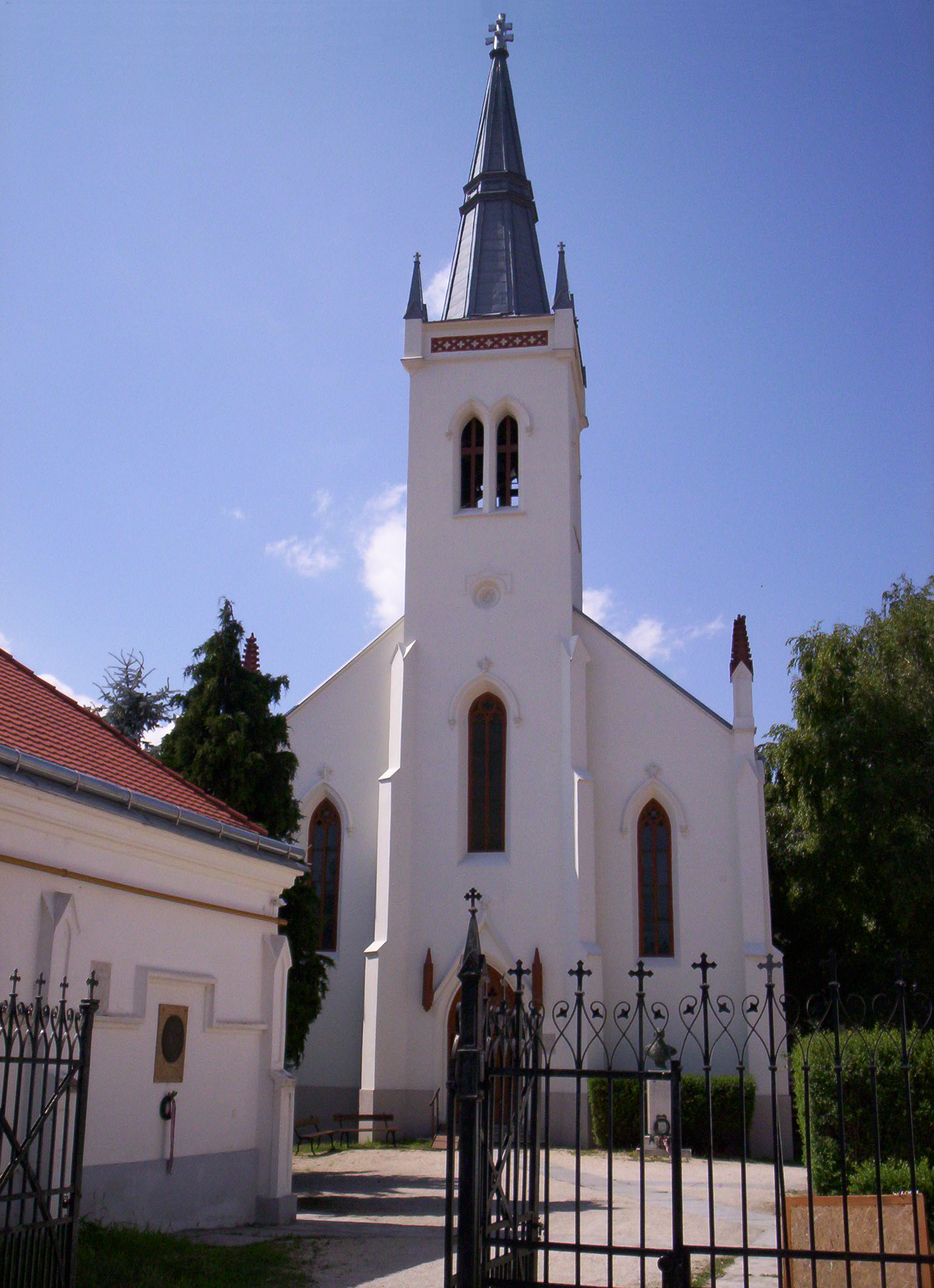
Evangélikus templom, Pápa
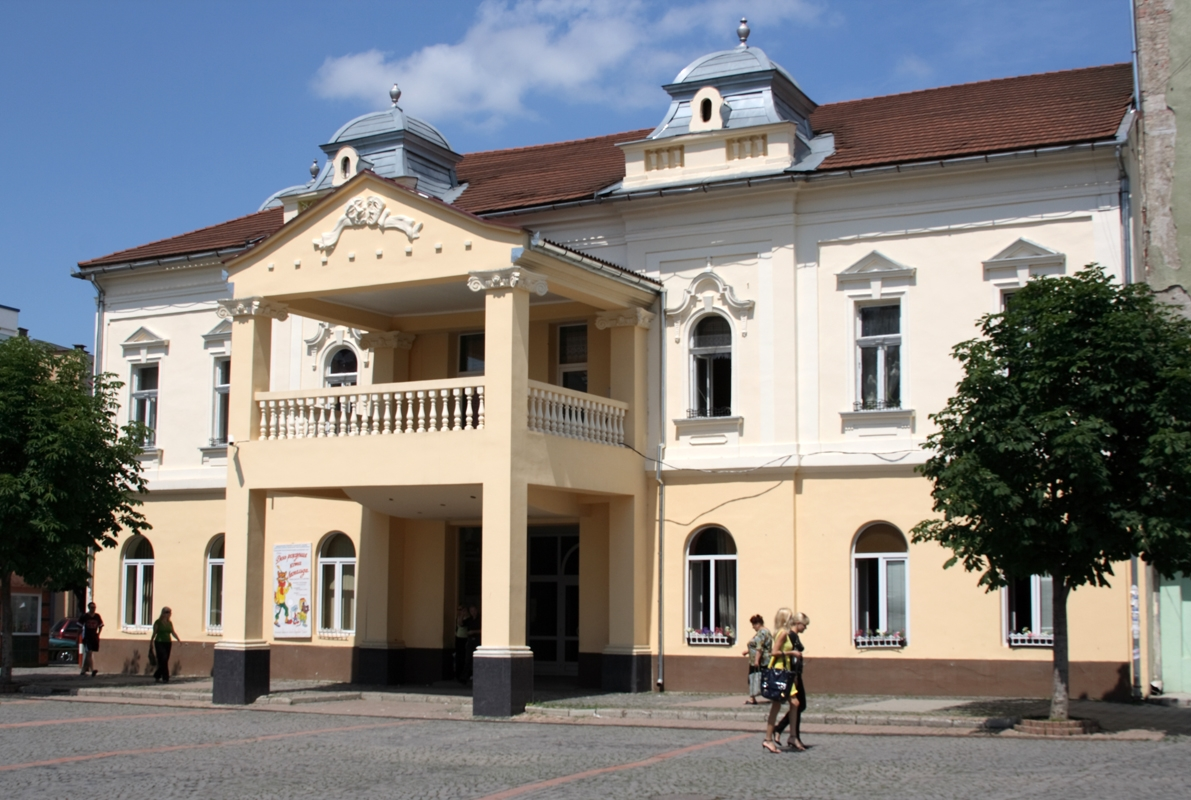
Színház, Munkács
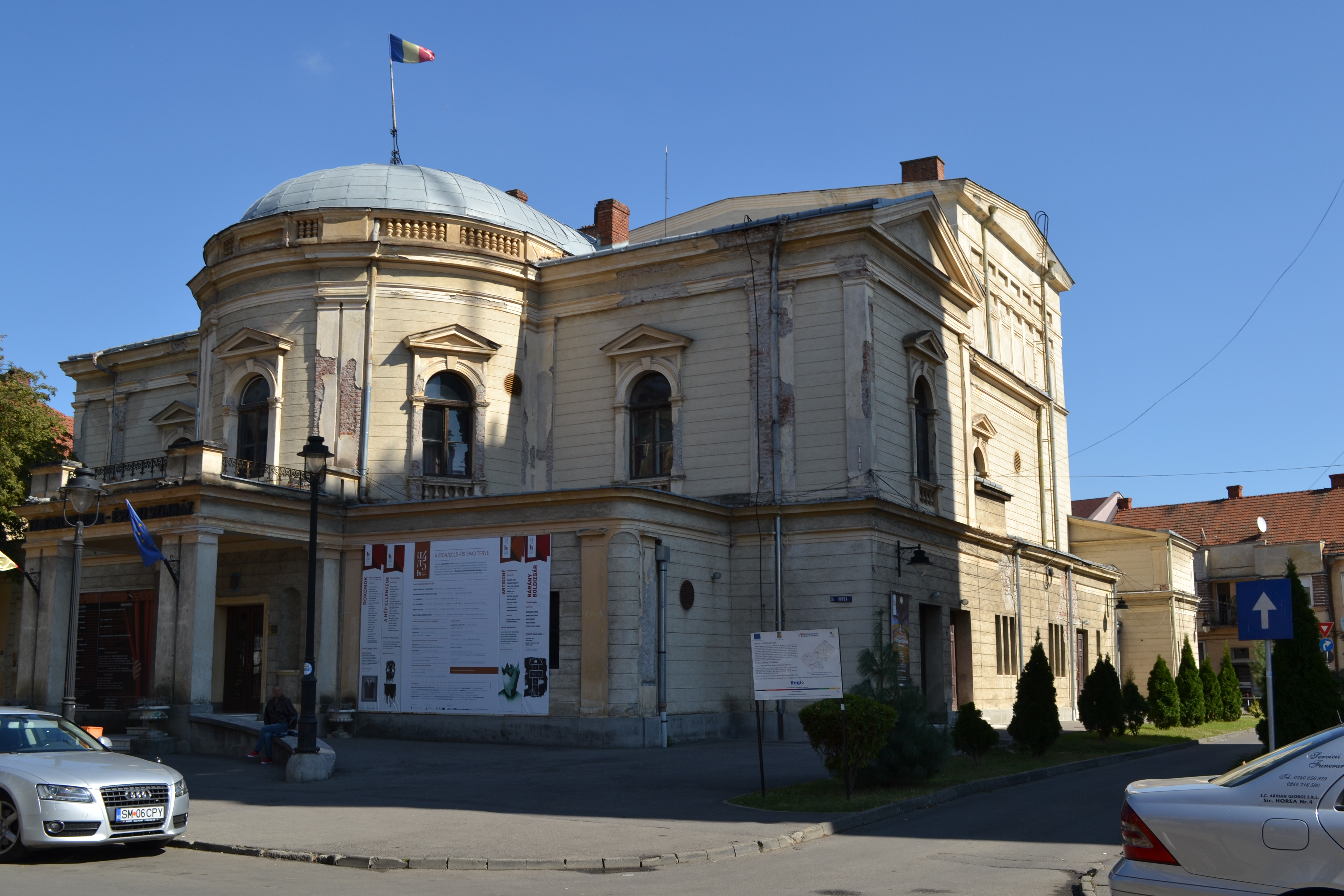
Színház, Szatmárnémeti
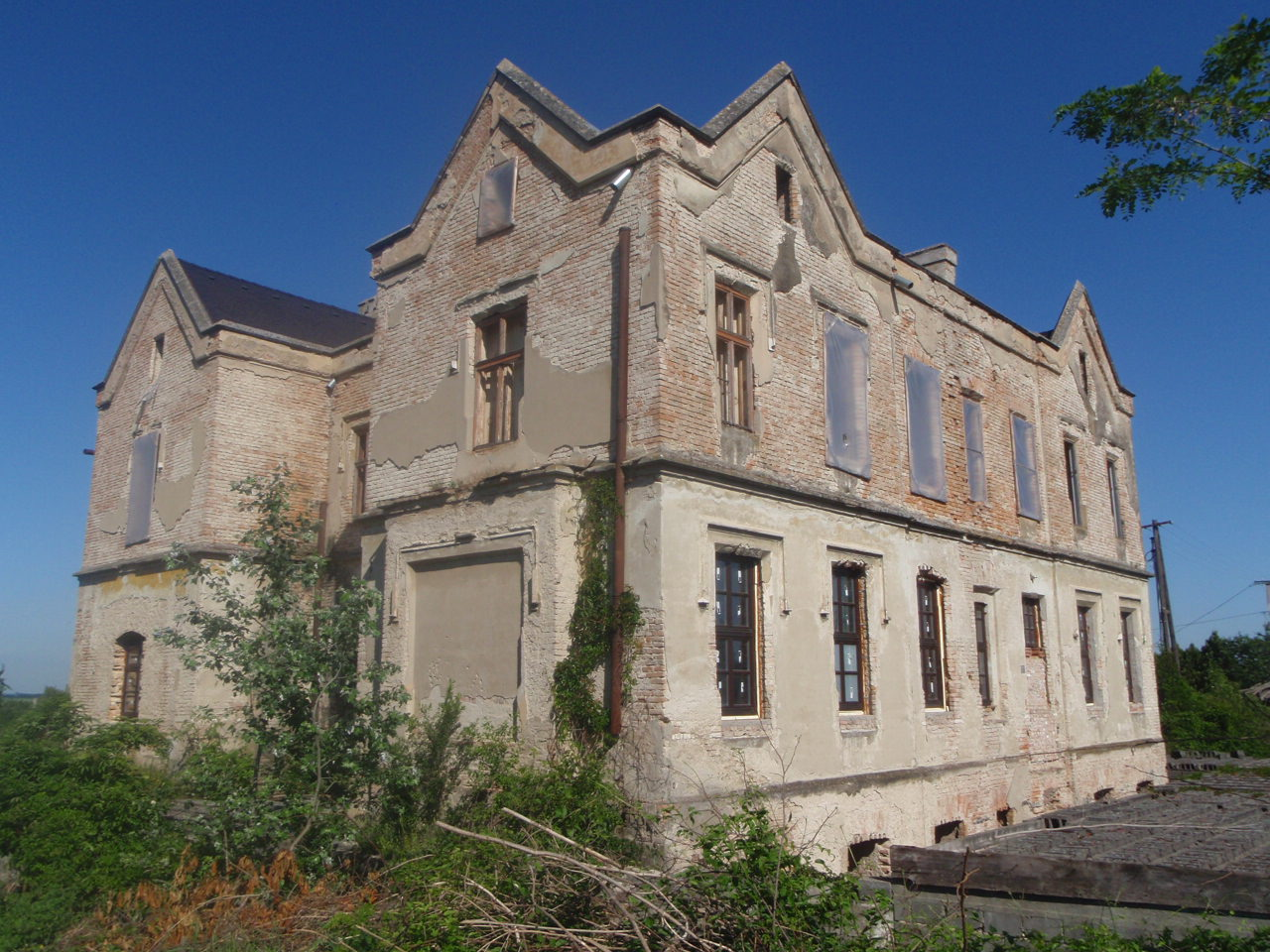
Zichy-kastély, Somlószőlős
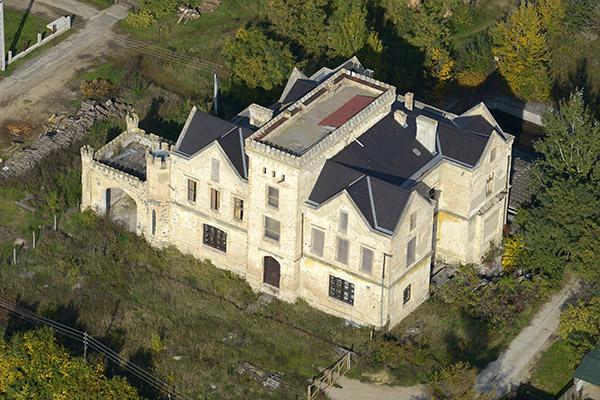
Zichy-kastély, Somlószőlős (légi felvétel)
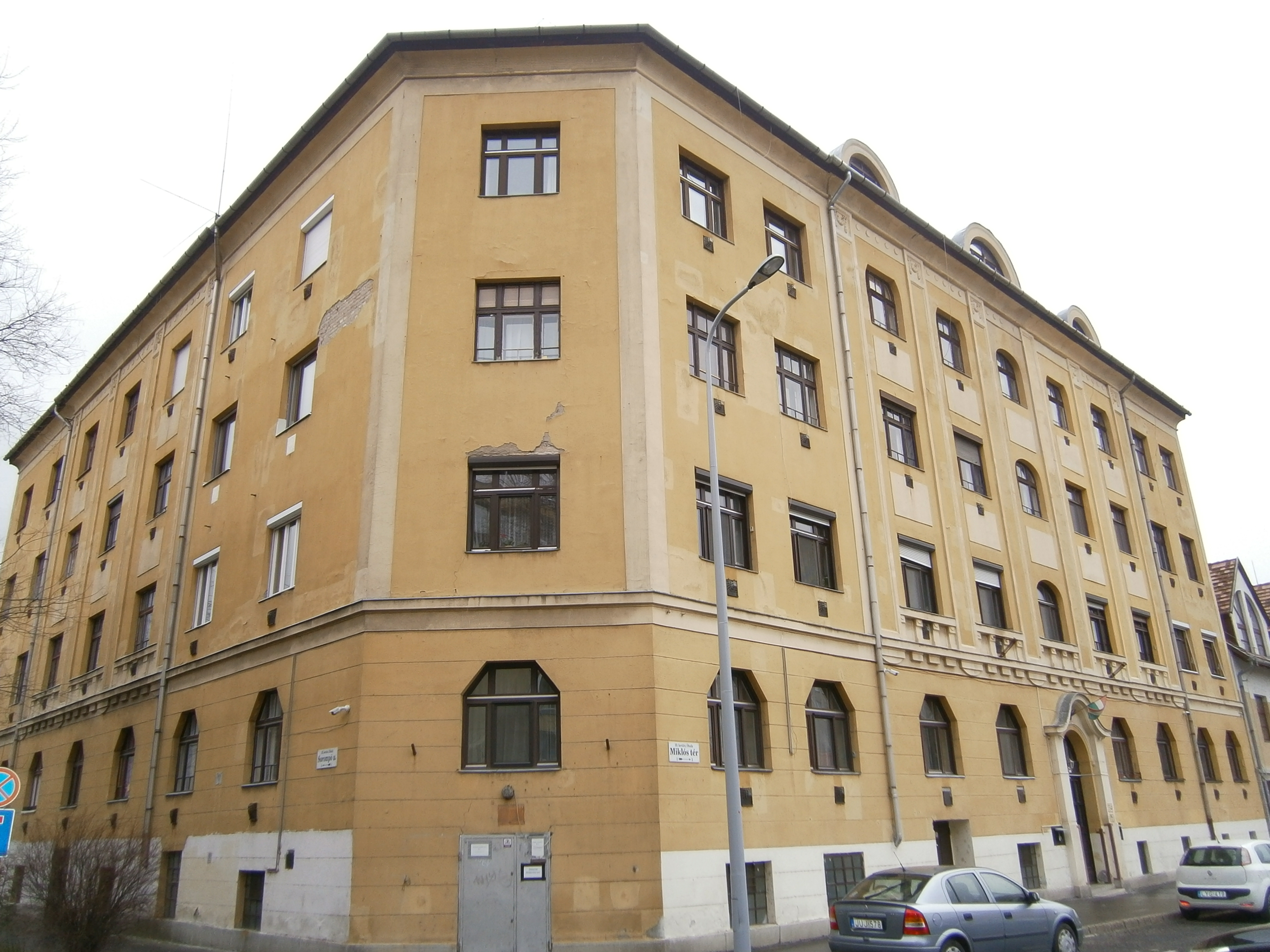
Székesfővárosi kislakásos bérház, Budapest